# Ulrich Klever
Ulrich Klever (* 11. Februar 1922 in Krefeld; † 1. Juni 1990 in Sankt Georgen, Chiemgau) war ein deutscher Sachbuchautor und Journalist.
Nach dem Abitur am Collegium Augustinianum Gaesdonck studierte Klever Psychologie und Zoologie, arbeitete in der Landwirtschaft und gründete einen Verlag für Kinder- und Jugendliteratur. Klever wurde dann Journalist und war u. a. Chefredakteur von Praline und Annabelle sowie Kolumnist des Stern. 1954 erschien sein Hundeknigge, dem zahlreiche weitere Sachbücher, vor allem zu Antiquitäten, Hundehaltung und Kochen, folgten. Die meisten davon erlebten etliche, oftmals überarbeitete Neuauflagen, und viele wurden in mehrere Sprachen übersetzt. Von 1967 bis 1973 fungierte Klever in der Sendung Die Drehscheibe des ZDF als Fernsehkoch.
Klever war verheiratet mit Eva Habbel, Tochter des Verlegers und Sachbuchautors Franz Ludwig Habbel (1894–1964); aus der Ehe ging eine Tochter hervor.

## Werke (Auswahl)
- Bruckmann´s Handbuch der afrikanischen Kunst. Bruckmann. München.1975. ISBN 3-7654-1134-5
- Spazierstöcke. Zierde, Werkzeug u. Symbol. München: Callwey 1984. ISBN 3-7667-0707-8.
- Die besten Fondue-Rezepte fürs Eßvergnügen in geselliger Runde. Mit praktischem Rat und Tips zu allen Geräten. München: Gräfe und Unzer 1984. ISBN 3-7742-3281-4. (Zusammen mit Eva Klever.)
- Knaurs großes Katzenbuch. Die wunderbare Welt der Seidenpfoten. München: Droemer Knaur 1985. ISBN 3-426-26132-4.
- Alles, was schlank macht. Das GU-Erfolgsbuch. Rat und Rezepte zum Abnehmen und Schlankbleiben. München: Gräfe und Unzer 1986. ISBN 3-7742-3291-1.
- Mixgetränke mit und ohne Alkohol. Original-Rezepte – klassisch und modern. München: Gräfe und Unzer 1986. ISBN 3-7742-3296-2.
- Verlockende Hackfleisch-Spezialitäten. Von Berliner Buletten bis Fleischstrudel nach Wiener Art. Dazu Tips aus praktischer Erfahrung. München: Gräfe und Unzer 1987. ISBN 3-7742-3303-9.
- Hunde. Experten-Rat für die Hundehaltung mit Herz und Verstand. München: Gräfe und Unzer 1988. (= Der grosse GU-Ratgeber.) ISBN 3-7742-3330-6.
- Das Reisbuch. Mit 150 Rezepten. München: Mosaik 1988. ISBN 3-570-06179-5.
- Praliné en vogue. München: Mosaik 1988. ISBN 3-570-05659-7.
- Hunde. Die beliebtesten Hunderassen der Welt – kennenlernen leicht gemacht. Mit Tips für die Haltung. München : Gräfe und Unzer 1989. (= GU-Kompass.) ISBN 3-7742-3344-6. (Zusammen mit Monika Wegler.)
- Stefulas Paradiese: das Malerehepaar Gyorgy und Dorothea Stefula / mit e. Einf. von Ulrich Klever (Mitarbeit). München: Prestel 1989. ISBN 3-7913-1014-3.
- Knaurs Kreuzfahrtführer. München: Droemer Knaur 1990. ISBN 3-426-26450-1.
- Mineralwasser en vogue. München: Mosaik 1990. ISBN 3-570-07245-2.
- Ulrich Klevers Katzenratgeber. Alles, was sie über Verhalten, Pflege, Sprache, Mythos und Gesundheit ihrer Katze wissen sollten. München: Hahn 1990. (= Ein Journal-für-die-Frau-Buch.) ISBN 3-87287-374-1.